# Fa, Aude
Fa är en kommun i departementet Aude i regionen Occitanien  i södra Frankrike. Kommunen ligger  i kantonen Quillan som ligger i arrondissementet Limoux. År 2018 hade Fa 345 invånare.

## Befolkningsutveckling
Antalet invånare i kommunen Fa
Referens: INSEE